# Botanicheskii Zhurnal. Moscow & Leningrad (St. Petersburg)
Botanischeskii Zhurnal. Moskow & Leningrad (St. Petersburg) (abreviado Bot. Zhurn. (Moscow & Leningrad)) es una revista con ilustraciones y descripciones botánicas que es editada en San Petersburgo desde el año 1948. Fue precedida por Bot. Zhurn. SSSR.